# Jules Violle

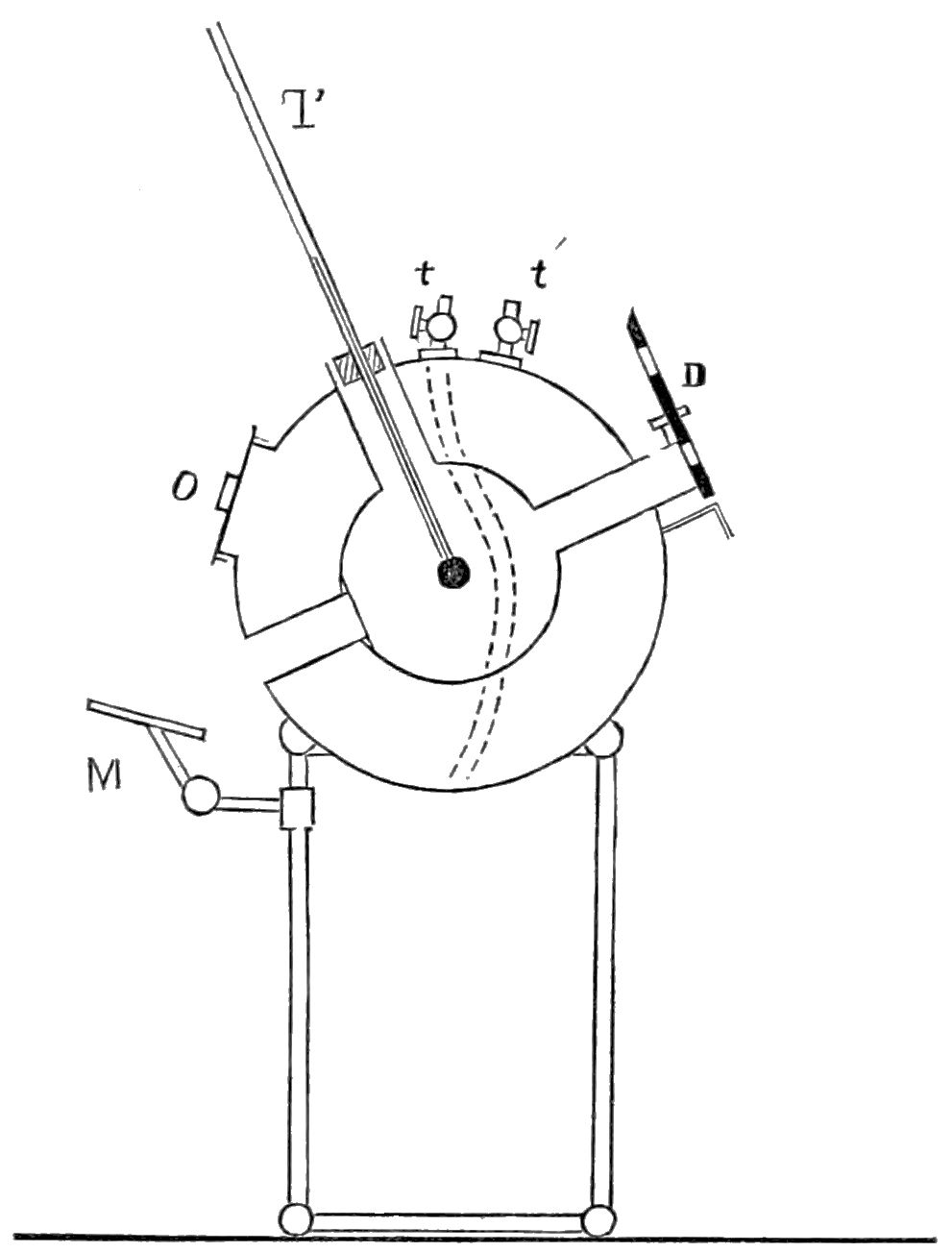
Das Violle Aktinometer

Jules Louis Gabriel Violle (* 16. November 1841 in Langres; † 12. September 1923 in Fixin) war ein französischer Physiker.

## Jugend und Ausbildung
Violle stammt aus einer Familie von Mathematikern. Bereits sein Großvater, Bernard Violle, beschäftigte sich mit mathematischen Rätseln und sein Vater war Mathematiklehrer am Collège de Langres. Nach Abschluss der Sekundarstufe studierte er versuchsweise an der École polytechnique und der École normale supérieure (ENS), um sich schließlich für die École normale zu entscheiden. Dort schloss er 1864 seine Studien in Physik ab. Im selben Jahr wurde er Lehrer am Gymnasium in Besançon und schließlich 1865 in Dijon. 1870 dissertierte Violle über das mechanische Wärmeäquivalent.

## Leben und Wirken
Im Jahr 1872 wurde er zum Professor der Physik an der faculté de Sciences in Grenoble berufen. Violle beschäftigte sich zu dieser Zeit mit der Intensität von Sonnenstrahlung. Er konstruierte ein Messgerät zur Erfassung der Wärmemenge. Dabei wollte er wissen wie viel Wärmestrahlung auf eine Fläche von 1 cm² auftrifft. Dazu platzierte er ein Thermometer in einer evakuierten Glaskugel. Er stellte dabei unter anderem fest, dass sich die Messergebnisse trotz klaren Wetters stark unterschieden. Das brachte ihn dazu seine Messungen auf einem Ort mit möglichst großen Höhenunterschieden, dem Mont Blanc, durchzuführen. Dazu benutzte er eine Versuchsanordnung, bei der zwei gleich große und gleich schwere Metallkugeln auf unterschiedlichen Höhen am Berg aufgestellt wurden. Eine Kugel am Gipfel und eine am Fuß des Glacier des Bossons. Er maß dabei die Erwärmung der Kugeln innerhalb eines Zeitraums von einer Minute. Dadurch konnte er nachweisen, dass die Atmosphäre einen Einfluss auf die Wärmemenge hat, die auf die Erdoberfläche trifft. Seine Erkenntnisse veröffentlichte er 1875 in dem Buch Une expédition au Mont-Blanc.
Aufgrund seiner Erkenntnisse war Violle bestrebt die Solarkonstante zu ermitteln. Er vertrat dabei den Ansatz der Empirie. Durch eine Vielzahl von Messungen an verschiedenen Orten sollte ein Durchschnittswert ermittelt werden. Unter anderem ließ er 1877 an der Nordgrenze der Sahara, in Laghouat, von Paul Flatters Messungen durchführen. Weiterhin führte er zusammen mit Teisserenc Messungen mit Wetterballons bis in 15 Kilometer Höhe durch.
1879 erfolgte die Berufung an die faculté de Sciences in Lyon. Dort nahm er die Auswertung seiner Forschung vor. Diese fasste er zu einem 76-seitigen Bericht mit dem Titel Sur la radiation solaire zusammen, den er im selben Jahr beim 2. Internationaler meteorologischen Kongress in Rom vortrug. Ebenfalls trat 1879 Théodore Vautier in das Physikalische Labor Violles ein. Dort bereitete er die Experimente vor und wurde später sein engster Mitarbeiter.
1881 führte er auf dem Internationalen Elektrizitätskongress in Paris eine neue Maßeinheit für die Lichtstärke ein, die den Namen Violle-Einheit erhielt. Sie entsprach der Menge des Lichts, die von der Oberfläche eines Quadratzentimeters Platin beim Erreichen des Schmelzpunkts ausgesandt wird. Es handelte sich um die erste Einheit zur Lichtmessung, die nicht von einem bestimmten Lampentyp abgeleitet war. Diese Definition wurde später für die ab 1946 international gültige Einheit Candela übernommen.
In den Jahren 1881 bis 1882 wandte er sich wieder dem Verhalten von Metallen bei Wärmeeinwirkung zu. Dabei erhitzte er Platin, Palladium und Iridium in einem Glaskolben, an den ein Gasthermometer angeschlossen war und studierte das Verhalten der Metalle bei unterschiedlichen Temperaturen. Das Wissen nutze er um ein Aktinometer zu entwickeln.
1891 wurde er an das Conservatoire National des Arts et Métiers in Paris zum Professor berufen. Dort experimentierte er mit dem Lichtbogen. Er beobachtete, dass die Lichtabgabe der Graphit-Elektroden trotz immer weiter erhöhter Stromzufuhr gleichbleibend war. Daraus schloss er, dass auch die Temperatur sich nicht mehr erhöhte. Aus diesen Erkenntnissen schloss er auf den Siedepunkt für Graphit, den er damals mit 2.600° bestimmt zu haben glaubte.
Violle widmete sich auch der Bestimmung der Schallgeschwindigkeit. Bewusst über den Einfluss von Temperatur und Luftfeuchtigkeit machte er bereits 1885 einen ersten Versuch mit einer 13 km langen Röhre, die einen Durchmesser von 70 cm hatte. Er nahm auch an, dass Amplitude und Wellenform die Schallgeschwindigkeit beeinflussten. 1895 Wiederholte er die Versuche, mit Röhren verschiedener Längen, zwischen 3 und 25 km. Er kam zum Schluss, dass bei 0 °C und trockener Luft die Schallgeschwindigkeit 331,15 m/s betrage. Violle veröffentlichte von Anfang an seine Zwischenergebnisse zu diesem Forschungsgebiet, immer unter Nennung Théodore Vautiers als Mitarbeiter.

## Späte Jahre
Violle war Mitglied in vielen Gremien und Institutionen so wurde er 1897 in die Académie des Sciences gewählt und 1899 Mitglied der Royal Institution of Great Britain. Weiterhin ab 1907 Mitglied der Academie d’agriculture. Ebenfalls von 1906 bis 1908 war er Präsident der Société française de photographie. 1915 wurde er Leiter der Commission supérieure des inventions intéressant la défense national (Kommission für Verteidigungswichtige Erfindungen). Außerdem gehörte er zu den Gründern des Institut d'optique théorique et appliquée und der École supérieure d'optique.
Des Weiteren war Violle Kommandeur der Ehrenlegion.

## Ausgewählte Veröffentlichungen
- Sur l’équivalent mécanique de la chaleur, Dissertation, Herausgegeben von Gauthier-Villars, Paris, 1870[4]
- Une expédition au Mont-Blanc, Herausgegeben von J. Claye, Paris, 1875[5]
- Sur la radiation solaire, Herausgegeben von Gauthier-Villars, Paris, 1879[6].
- Cours de Physique I, Herausgegeben von G. Masson, Paris, 1883[7].
- Sur la vitesse de propagation du son, mit Théodore Vautier, 1885
- Cours de Physique II, Herausgegeben von G. Masson, Paris, 1888[8].
- La rôle de la Physique a la Guerre, Herausgegeben von Berger-Levrault, Paris/Nancy, 1915[9]